# Petrus Praetorius
Petrus Praetorius (geboren als Peter Richter, * 1513? in Cottbus; † 7. Juni 1588 in Danzig) war ein evangelischer Pfarrer und Verfasser mehrerer theologischer Schriften und von Dramen.

## Leben
Praetorius’ Geburtsjahr und seine Herkunft sind unklar. 1538 immatrikulierte er sich als Petrus Iudex Cotbusiensis an der Universität Wittenberg. Am 11. Februar 1550 erwarb er sich den akademischen Grad eines Magisters der Philosophie, wurde am 1. Mai 1552 in den Senat der philosophischen Fakultät aufgenommen und promovierte am 8. Mai 1554 zum Doktor der Theologie. Am 3. Juni 1554 wurde er in Wittenberg ordiniert und wirkte dann als Wochenprediger an der Schlosskirche zu Wittenberg. 1555 wurde Praetorius als Professor und einer der stellvertretenden Rektoren der Universität erwähnt. Praetorius stand Philipp Melanchthon nahe, von dem er in mehreren Briefen an andere gelobt wurde.
1556 wurde Praetorius auf Vermittlung Melanchthons Superintendent in Königsberg in der Neumark. Er erweiterte das Spitalwesen und ließ eine neue Schule errichten. 1557 reiste er im Auftrag des Markgrafen Johann von Küstrin an der Seite Melanchthons zum Wormser Kolloquium. 1558 war er als ein Vertreter der Neumark auf dem Reichstag zu Magdeburg anwesend.
Nachdem Praetorius 1563 eine Schrift über Luthers Kleinen Katechismus veröffentlicht hatte, wurde er des Kryptokalvinismus bezichtigt und ihm eine größere Nähe zu Melanchthons Theologie als zu der Luthers vorgeworfen. 1564 verließ er nach heftigen persönlichen Angriffen gegen ihn die Stadt.
1565 wurde Praetorius zum Superintendenten im sächsischen Zeitz berufen. 1568 nahm er am Altenburger Kolloquium teil.
1574 unterschrieb er die Torgauer Artikel, musste aber 1576 Zeitz verlassen, wiederum wegen des Vorwurfs des Kryptokalvinismus.
Im selben Jahr wurde Praetorius zweiter Pfarrer an der Marienkirche in Danzig. Dort kam es bald zu heftigen theologischen Auseinandersetzungen mit seinem Amtskollegen Johannes Kittel, der ihm calvinistische Auffassungen vorwarf. 1586 wurde beiden vom Rat der Stadt die Kanzel verboten.
1588 starb Petrus Praetorius in Danzig. Auf Drängen von Teilen der Gemeinde musste der Sarg noch einmal geöffnet werden, um zu zeigen, dass ihn nicht der Teufel geholt hatte.

## Schriften (Auswahl)
- Kurtze Erinnerung von dem hohen Artickel der Menschwerdung vnd Geburt vnsers Herrn vnd Heilands Jhesu Christi. Wittenberg 1558.
- Die schöne vnd liebliche Historia von der Hochzeit Jsaac vnd Rebeccae aus dem ersten Buch Mosi Cap. 24. der jugent zu gut in einer Comoedien form gestellet. Wittenberg 1559. (wieder 1579, 1590)
- Der Kleine Catechismus Doctoris Martini Lutheri. Für die Jugent vnd Einfeltigen der Christlichen Gemeine in Königsbergk zu derselben jerlichen vnterweisung die Fasten vber mit etlichen nothwendigen Fragestücken kurtz vnd einfeltig erkleret durch Petrum Pretorium D. Wittenberg 1563 (wieder 1569).
  - Abdruck in: Johann Michael Reu: Quellen zur Geschichte des kirchlichen Unterrichts in der ev. Kirche Deutschlands zwischen 1530 und 1600. Tl. 1, Bd. 3/2. Bertelsmann, Gütersloh 1927 (Nachdruck Georg Olms, Hildesheim/New York 1976), S. 188–202.
- Assertio Orthodoxae doctrinae de persona Filii Dei, Domini nostri Iesu Christi, Antitrinitariorum blasphemiis opposita. Dantisci 1581.
- De vnica Dei essentia, & tribus in eadem subsistentibus personis, Catholicae et orthodoxae Ecclesiae constans et perpetua doctrina, opposita Antitrinitariorum blasphemiis. Dantisci 1581.
- Dvarvm natvrarvm in Christo hypostaticae vnionis, illustria testimonia, opposita Spiritus mendacis, eiusque organorum feralibus ac diris vlulatibus. Dantisci 1581.
- Testimonia verae atque aeterne Deitatis Domini nostri Iesu Christi veterum et recentium Arianorum blasphemiis opposita. Dantisci 1581.
- Tertia pars. Historiae illorum certaminum, quibus Satanas mysterium incarnationis Filii Dei, Nestorio atque Eutyche Ducibus, furenter impugnauit, brevissimam recitationem complectens. Dantisci 1583.